# Morristown (New Jersey)
Morristown ist eine Stadt im Morris County in New Jersey in den USA.

## Allgemeines
Das U.S. Census Bureau hat bei der Volkszählung 2020 eine Einwohnerzahl von 20.180 ermittelt.
Nach dem 2000 United States Census, die Bevölkerung betrug im Jahr 2000 18.544 Einwohner. Morristown wurde 1715 gegründet und 1865 als Town eingerichtet. Es ist umgeben vom Morris Township. Morristown ist Standort des überregional bedeutenden Morristown Memorial Hospital. Daneben liegt in Morristown (neben Teterboro) einer der beiden großen Regionalflughäfen New Jerseys.

## Bildungseinrichtungen
Der Morris School District ist für K-12 (Kindergarten bis 12. Klasse/High School) Schulen in Morristown sowie Morris Township zuständig.
Im Schuldistrikt gibt es 3 Primary Schools (K-2), drei Intermediate Schools (3–5), eine Multiage School (k-5), eine Middle School (6–8), sowie die Morristown High School.

## Sehenswürdigkeiten
- Frelinghuysen Arboretum
- Morristown National Historical Park
  - Ford Mansion
  - Fort Nonsense
  - Jockey Hollow
- The Green
- Loyola Retreat House (Footes Mansion)
- Washington’s Headquarters
- Speedwell Ironworks

## Söhne und Töchter der Stadt
- Silas Condict (1738–1801), Politiker
- Alfred Vail (1807–1859), Erfinder des Morsecodes
- C. Hooper Trask (1894–1933), Schauspieler
- Roger Wolfe Kahn (1907–1962), Jazz-Bandleader
- Bobby Tucker (1923–2008), Jazzmusiker
- James F. Holland (1925–2018), Mediziner
- Charlie Persip (1929–2020), Jazzmusiker
- Anthony William Knapp (* 1941), Mathematiker
- Linda Hunt (* 1945), Schauspielerin
- Joe Dante (* 1946), Filmregisseur
- Steve Forbes (* 1947), Unternehmer, Verleger, republikanischer Politiker
- Tom Verlaine (1949–2023), Musiker
- Craig Newmark (* 1952), Gründer von Craigslist
- Christopher Penny (* 1962), Ruderer
- Neil O’Donnell (* 1966), American-Football-Spieler
- David Donohue (* 1967), Autorennfahrer
- Peter Dinklage (* 1969), Schauspieler
- Troy Murphy (* 1980), Basketballspieler
- Jahmar Thorpe (* 1984), Basketballspieler
- Kristina Apgar (* 1985), Schauspielerin
- Nolan Kasper (* 1989), Skirennläufer
- Nic Fink (* 1993), Schwimmer
- Louisa Chirico (* 1996), Tennisspielerin
- Danika Yarosh (* 1998), Schauspielerin
- Jack Alexy (* 2003), Schwimmer